# Ducat de Curlàndia i Semigàlia (1918)
El Ducat de Curlàndia i Semigàlia de 1918 va ser un efímer estat satèl·lit de l'Imperi alemany. Fou proclamat el 8 de març de 1918, a la governació de Curlàndia ocupada per Alemanya per un landesrat (parlament local) compost principalment per germanobàltics, els quals van oferir la corona del que fos un ducat autònom a l'emperador Guillem II, malgrat l'existència anterior d'una família sobirana regnant en aquest ducat, els descendents d'Ernst Johann von Biron. Encara que el Reichstag alemany va donar suport a l'autodeterminació nacional dels pobles del Bàltic, l'Alt Comandament alemany va continuar la política d'incorporar el Bàltic al Reich recolzant en els germanobàltics.
A l'octubre de 1918, el Canceller alemany, el príncep Maximilià de Baden, va proposar reemplaçar l'administració militar al Bàltic per una autoritat civil. Després de la Revolució alemanya, el 18 de novembre de 1918 Letònia va proclamar la independència, i el 7 de desembre l'exèrcit alemany va lliurar l'autoritat al Govern nacional letó encapçalat per Kārlis Ulmanis.

## Antecedents històrics
Durant la Primera Guerra Mundial, a la tardor de 1916, l'exèrcit alemany ocupà la governació de Curlàndia, fins llavors possessió de l'Imperi Rus. El front es va establir al llarg d'un línia estesa entre Riga, Daugavpils i Baranavitxi.
El Consell Nacional Letó va ser proclamat el 16 de novembre de 1917. El 30 de novembre, aquest Consell va proclamar una autonomia sobre la província letona dintre de les fronteres etnogràfiques, i formalment, va ser declarada una república letona independent el 15 de gener de 1918.
Després de la Revolució russa, les tropes alemanyes van començar a avançar des de Curlàndia, i cap a final de febrer de 1918 els territoris anteriorment russos de la governació de Livònia i la governació Autònoma d'Estònia que havien declarat la independència, van ser també ocupats i van caure sota l'administració militar alemanya. Amb el Tractat de Brest-Litovsk, el 3 de març de 1918, la República Socialista Federada Soviètica de Rússia va acceptar la pèrdua de la governació de Curlàndia i per acords conclosos a Berlín el 27 d'agost de 1918 la governació Autònoma d'Estònia i la governació de Livona van ser separades de Rússia.
Com a moviment polític paral·lel, sota l'administració militar alemanya, els germanobàltics van començar a formar consells provincials entre setembre de 1917 i març de 1918. El nou Ducat de Curlàndia i Semigàlia va ser proclamat el 8 de març de 1918 per un d'aquests Landesrat compost per germanobàltics, els qui van oferir la corona del ducat a Guillem II d'Alemanya.
A l'octubre de 1918, el canceller alemany, el príncep Maximilià de Baden, va proposar reemplaçar l'administració militar al Bàltic per una autoritat civil. La nova política va ser confirmada en un telegrama del Ministeri d'Afers Exteriors germànic a l'administració militar del Bàltic: «El govern del Reich és unànime respecte del canvi fonamental en la nostra política cap als països bàltics, és a dir, abans de res la política ha de fer-se amb els pobles bàltics.»
El 18 de novembre de 1918 Letònia va proclamar la independència, i el 7 de desembre l'exèrcit alemany va lliurar l'autoritat al Govern de Letònia encapçalat per Kārlis Ulmanis.

## Reconeixement
El Kàiser Guillem va reconèixer la creació del Ducat de Curlàndia i Semigàlia, com vassall alemany escrivint al Landesrat de Curlàndia el 8 de març de 1918 (en alemany): 
Wir Wilhelm, von Gottes Gnaden Deutscher Kaiser, König von Preußen etc. beauftragen hiermit Unseren Reichskanzler, den Grafen von Hertling, dem Kurländischen Landesrat zu erklären, daß Wir auf den Uns durch seine Vertreter übermittelten Wunsch und auf den Bericht Unseres Reichskanzlers im Namen des Deutschen Reiches das Herzogtum Kurland als freies und selbständiges Staatswesen anerkennen und bereit sind, im Namen des Deutschen Reiches diejenigen Staatsverträge mit Kurland abzuschließen, die eine enge wirtschaftliche und militärische Verbindung beider Länder gewährleisten. Gleichzeitig beauftragen Wir Unseren Reichskanzler, den Abschluß dieser Verträge vorzubereiten. Urkundlich haben Wir diesen Auftrag Allerhöchst Selbst vollzogen und mit Unserem Kaiserlichen Insiegel versehen lassen.
Gegeben ................, den 15. März 1918
Wilhelm
Graf von Hertling.
Traduït:
Nosaltres, Guillem, per la gràcia de Déu emperador alemany, rei de Prússia, etc., i present nostre Canceller, Comte von Hertling, per informar el Govern de Curlàndia, sobre el desig comunicat pel seu ambaixador, i segons els informes del nostre Canceller, en nom de l'Imperi alemany, reconeixem el Ducat de Curlàndia com un estat lliure i independent; en nom de l'Imperi alemany, negociar aquests tractats amb Curlàndia garantirà un estreta relació econòmica i militar entre tots dos països. Al mateix temps, manem al nostre Canceller per preparar les negociacions d'aquests tractats. La nostra Majestat ha manat que aquesta ordre sigui documentada, i fixada amb el nostre segell imperial.
Donat a ... [desconegut], el 15 de març de 1918 
[Signat] Wilhelm
Graf von Hertling.

## Abolició
El Ducat de Curlàndia va ser absorbit el 22 de setembre de 1918 pel Ducat Bàltic Unit. Aquest últim va ser nominalment reconegut com a estat sobirà pel kàiser també el 22 de setembre de 1918, mig any després que la Rússia soviètica hagués abandonat tota autoritat sobre les seves anteriors províncies bàltiques a favor de l'Imperi alemany al Tractat de Brest-Litovsk. Cap més estat, tanmateix, va fer cap reconeixement fora de l'Imperi alemany. Després de la Primera Guerra Mundial, Curlàndia es va convertir en part de la nova nació de Letònia, el 18 de novembre de 1918.